# 二氟磷酸
二氟磷酸是一种无机化合物，化学式为HPO2F2。它是无色液体，对热不稳定，容易水解。
它可由三氟氧磷的水解制得：
POF3 + H2O → HPO2F2 + HF
它的进一步水解会生成氟磷酸，完全水解得到磷酸：
HPO2F2 + H2O → H2PO3F + HF
H2PO3F + H2O → H3PO4 + HF
它和三氟乙酸银反应，可以得到二氟磷酸银。